# Елемисов, Галим Бажимович
Галим Бажимович Елемисов (род. 10 марта 1929, Акмолинск, Казакская АССР, РСФСР, СССР — 29 ноября 1994, Алма-Ата, Казахстан) — государственный деятель, прокурор Казахской ССР, Председатель Верховного Суда Казахской ССР в 1981—1984 годах.

## Биография
Август 1951 г. — август 1952 г. — оперуполномоченный УМГБ по Кокчетавской области.
Октябрь 1952 г. — ноябрь 1953 г. — прокурор следственного отдела прокуратуры Кокчетавской области.
Ноябрь 1953 г. — июнь 1959 г. — начальник отдела прокуратуры Кокчетавской области.
Июнь 1959 г. — октябрь 1962 г. — заместитель прокурора Кокчетавской области.
Октябрь 1962 г. — март 1968 г. — заместитель прокурора Семипалатинской области.
Март 1968 г. — сентябрь 1972 г. — начальник отдела Прокуратуры КазССР.
Сентябрь 1972 г. — ноябрь 1975 г. — зам. зав. отдел ом ЦК КП Казахстана.
Ноябрь 1975 г. — июнь 1980 г. — член Верховного Суда СССР.
Июнь 1980 г. — июнь 1981 г. — заместитель заведующего отделом ЦК КП Казахстана.
Июнь 1981 г. — январь 1984 г. — Председатель Верховного Суда Казахской ССР.
Январь 1984 г. — декабрь 1990 г. — прокурор Казахской ССР.
С декабря 1990 г. на пенсии.
Скончался 29 ноября 1994 года в Алма-Ате. Похоронен в Кокшетау.
В Кокшетау находится памятник Елемисову Галиму.